# Géza Imre
Géza Imre (Budapest, 23 de diciembre de 1974) es un deportista húngaro que compitió en esgrima, especialista en la modalidad de espada.
Participó en cinco Juegos Olímpicos de Verano, entre los años 1996 y 2016, obteniendo en total cuatro medallas: bronce en Atlanta 1996, en la prueba individual, plata en Atenas 2004 en la prueba por equipos (junto con Gábor Boczkó, Iván Kovács y Krisztián Kulcsár) y plata y bronce en Río de Janeiro 2016, en las pruebas individual y por equipos (con Gábor Boczkó, András Rédli y Péter Somfai), respectivamente.
Ganó diez medallas en el Campeonato Mundial de Esgrima entre los años 1995 y 2015, y doce medallas en el Campeonato Europeo de Esgrima entre los años 1998 y 2013.
En 2016 recibió la Cruz central de la Orden del Mérito de Hungría.

## Palmarés internacional
| Juegos Olímpicos   | Juegos Olímpicos          | Juegos Olímpicos  | Juegos Olímpicos   |
| Año                | Lugar                     | Medalla           | Prueba             |
| ------------------ | ------------------------- | ----------------- | ------------------ |
| 1996               | Atlanta (Estados Unidos)  | Medalla de bronce | Espada individual  |
| 2004               | Atenas (Grecia)           | Medalla de plata  | Espada por equipos |
| 2016               | Río de Janeiro (Brasil)   | Medalla de plata  | Espada individual  |
| 2016               | Río de Janeiro (Brasil)   | Medalla de bronce | Espada por equipos |
| Campeonato Mundial |                           |                   |                    |
| Año                | Lugar                     | Medalla           | Prueba             |
| 1995               | La Haya (Países Bajos)    | Medalla de bronce | Espada por equipos |
| 1998               | La Chaux-de-Fonds (Suiza) | Medalla de oro    | Espada por equipos |
| 2001               | Nimes (Francia)           | Medalla de oro    | Espada por equipos |
| 2007               | San Petersburgo (Rusia)   | Medalla de bronce | Espada por equipos |
| 2009               | Antalya (Turquía)         | Medalla de plata  | Espada por equipos |
| 2010               | París (Francia)           | Medalla de bronce | Espada por equipos |
| 2011               | Catania (Italia)          | Medalla de plata  | Espada por equipos |
| 2012               | Kiev (Ucrania)            | Medalla de bronce | Espada por equipos |
| 2013               | Budapest (Hungría)        | Medalla de oro    | Espada por equipos |
| 2015               | Moscú (Rusia)             | Medalla de oro    | Espada individual  |
| Campeonato Europeo |                           |                   |                    |
| Año                | Lugar                     | Medalla           | Prueba             |
| 1998               | Plovdiv (Bulgaria)        | Medalla de oro    | Espada por equipos |
| 2002               | Moscú (Rusia)             | Medalla de bronce | Espada individual  |
| 2005               | Zalaegerszeg (Hungría)    | Medalla de bronce | Espada por equipos |
| 2006               | Esmirna (Turquía)         | Medalla de oro    | Espada por equipos |
| 2007               | Gante (Bélgica)           | Medalla de oro    | Espada por equipos |
| 2008               | Kiev (Ucrania)            | Medalla de oro    | Espada individual  |
| 2008               | Kiev (Ucrania)            | Medalla de plata  | Espada por equipos |
| 2009               | Plovdiv (Bulgaria)        | Medalla de oro    | Espada por equipos |
| 2010               | Leipzig (Alemania)        | Medalla de oro    | Espada por equipos |
| 2011               | Sheffield (Reino Unido)   | Medalla de plata  | Espada por equipos |
| 2012               | Legnano (Italia)          | Medalla de plata  | Espada por equipos |
| 2013               | Zagreb (Croacia)          | Medalla de plata  | Espada por equipos |